# Майка Лоуренс
Майка Лоуренс (англ. Micah Lawrence; нар. 20 липня 1990, Лас-Крусес, Нью-Мексико, США) — американська плавчиня.
Учасниця Олімпійських Ігор 2012 року.
Призерка Чемпіонату світу з водних видів спорту 2013, 2015 років.
Переможниця Пантихоокеанського чемпіонату з плавання 2018 року.